# Tréméreuc
Tréméreuc (bret. Tremereg) – miejscowość i gmina we Francji, w regionie Bretania, w departamencie Côtes-d’Armor.
Według danych na rok 1990 gminę zamieszkiwało 560 osób, a gęstość zaludnienia wynosiła 135 osób/km² (wśród 1269 gmin Bretanii Tréméreuc plasuje się na 799. miejscu pod względem liczby ludności, natomiast pod względem powierzchni na miejscu 1043.).